# 一个机构两块牌子

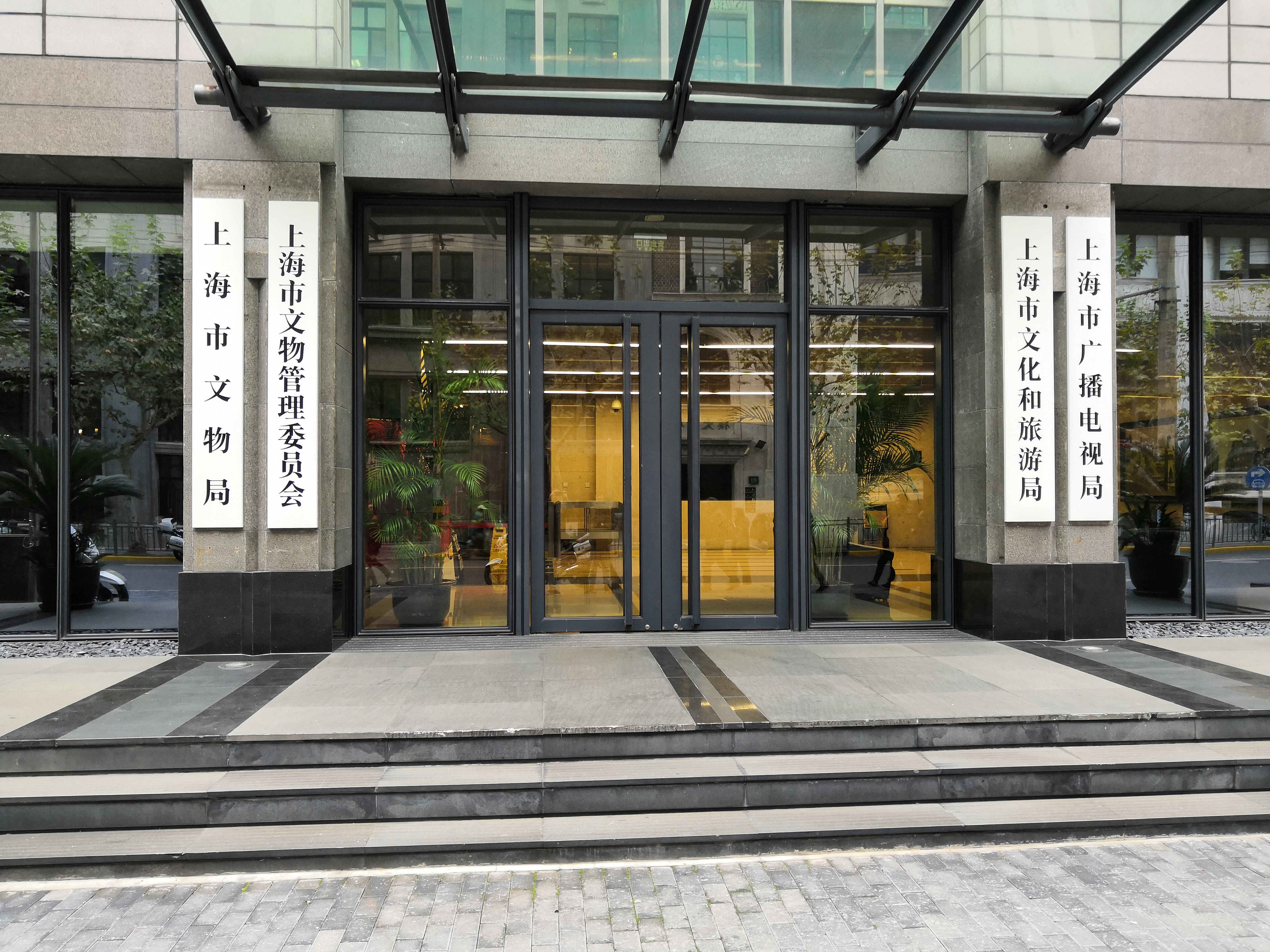
图为上海市文化和旅游局曾位于黄浦区四川中路的办公大楼入口。上海市文化和旅游局加挂上海市文物局、上海市广播电视局牌子。依据《上海市文物保护条例》规定，该局另对外保留上海市文物管理委员会牌子。

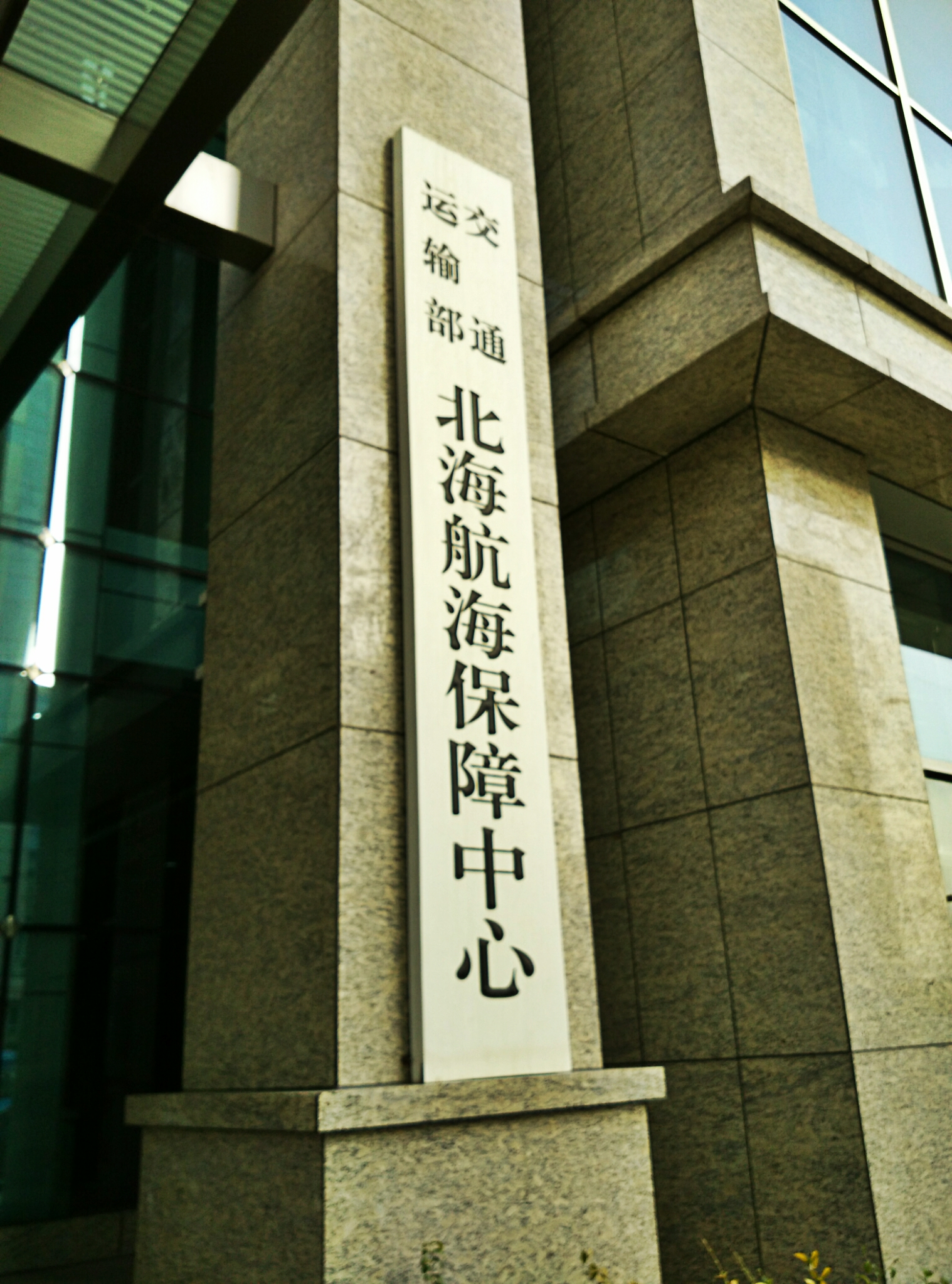
中华人民共和国中央和地方各级政府机关使用的标准门牌样式。“牌子”是一个机关法人存在的重要象征。

一个机构两块牌子，又稱一套人马两块牌子、一套班子两块牌子、一个实体两块牌子，是中华人民共和国的一种机构编制方式。按照中央机构编制委员会办公室的解释，「所谓一个机构，就是一个法人代表、一个财务账号、一套领导班子和一个队伍。所谓两块牌子，是指机构有两个名称，根据工作需要，以不同的名义对外使用相应的名称」。
一个机构两块牌子的形式主要分为“加挂牌子”和“对外保留牌子”两种，相应被撤并的机构分别称为“挂牌机构”和“保留牌子机构”当一个机构被撤销并转为挂牌机构（保留牌子机构）时，该机构不再是法律上的独立实体机构，仅是在特定条件下可以单独使用“牌子”所指称的名义。因此，被撤并机构在民法上的独立机关法人地位、在行政法上的独立行政主体地位彻底丧失，其法律人格被相应的职能部门所吸收。隨著機構職能調整，一些机构适用“一个机构两块牌子”的形式亦可能出现相互轉換。

## 加挂牌子
加挂牌子，指一个机构承担多项职责，因工作需要加挂牌子，有两个或者两个以上名称，在不同场合以相应名称对外开展工作的机构编制方式。被加挂牌子的机构称为“挂牌机构”。挂牌机构往往是以其中的一块牌子为主，同时由于承担某项职责，又加挂另一块牌子。挂牌机构一般不单独核定编制和领导职数，不设置相对独立的工作体系。
加挂牌子一般是由于在改革中给相关机构增加了职能，但原有的机构名称无法较好地体现新增的职能内容，因而产生的一种机构编制形式。

### 行政机构行使不同职责时加挂牌子

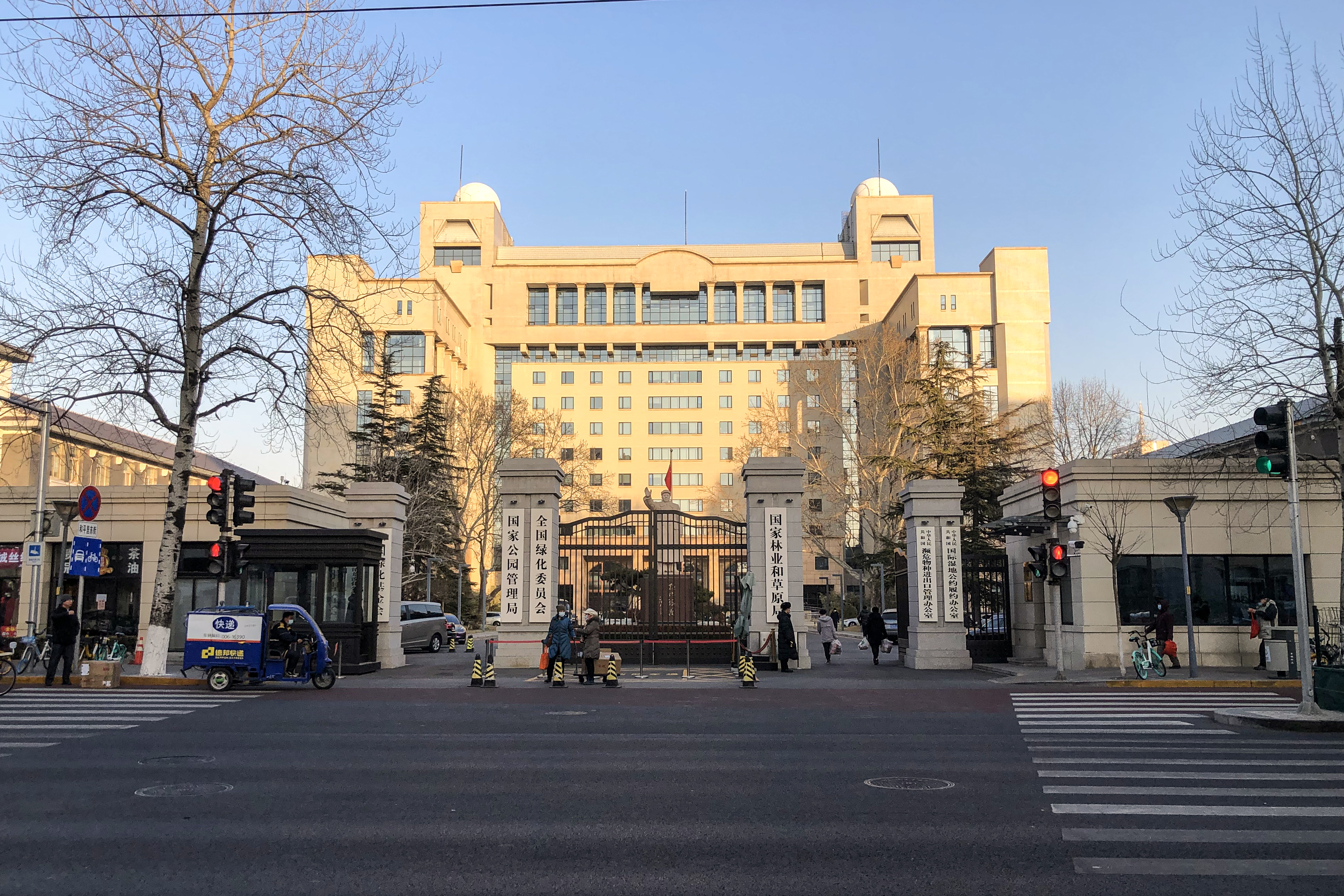
图为国家林业和草原局机关大门。2018年机构改革后，国家林业和草原局加挂“国家公园管理局”牌子。国家林业和草原局湿地管理司、野生动植物保护司则分别加挂“中华人民共和国国际湿地公约履约办公室”、“中华人民共和国濒危物种进出口管理办公室”牌子。

某些政府行政机构在国际交流、国际执法时以国家全权代表机构的身份运作，此类加挂牌子称之为“涉外时称”或“对外时称”。例如，交通运输部海事局对外称中华人民共和国海事局，是中华人民共和国交通运输部直属机构，为国务院海事主管部门，该局在在涉外行政执法、行政管理时使用中国海事局的名义。其前身中国港务监督局与交通部港务监督局、中国船舶检验局与交通部船舶检验局，都是类似的一个机构两块牌子。
政府机构担负不同但有密切联系的多个工作任务，在履行各自职责时，可能使用不同的机构名字。例如，原中华人民共和国国家新闻出版总署与国家版权局是一个机构两块牌子，新闻出版总署在履行版权稽查职能时使用国家版权局名义。

### 行政机构加挂企事业单位、社会团体牌子
部分政府机构同时以社会团体（行业协会）、企业单位、事业单位的身份参与社会活动或商业活动。例如，国家体育总局加挂中华全国体育总会牌子；新疆生产建设兵团加挂中国新建集团公司牌子。1986年8月1日至1998年10月，交通部船舶检验局与中国船级社为一个机构两块牌子。
受计划经济体制的影响，部分行业的管理机构与经营企业亦属一个机构两块牌子。中华人民共和国对烟草行业实行国家专卖体制，国家烟草专卖局与中国烟草总公司实行一个机构两块牌子的制度，烟草局既承担烟草行业行政管理职能，又承接卷烟生产销售任务。而在盐业体制改革前，食盐运销由国家专营，食盐生产企业必须由省盐务局分配生产计划，且省盐务局与盐业公司两块牌子一套人马，盐务局既是盐业的管理者、又是经营者。

### 党务机构加挂行政机构牌子

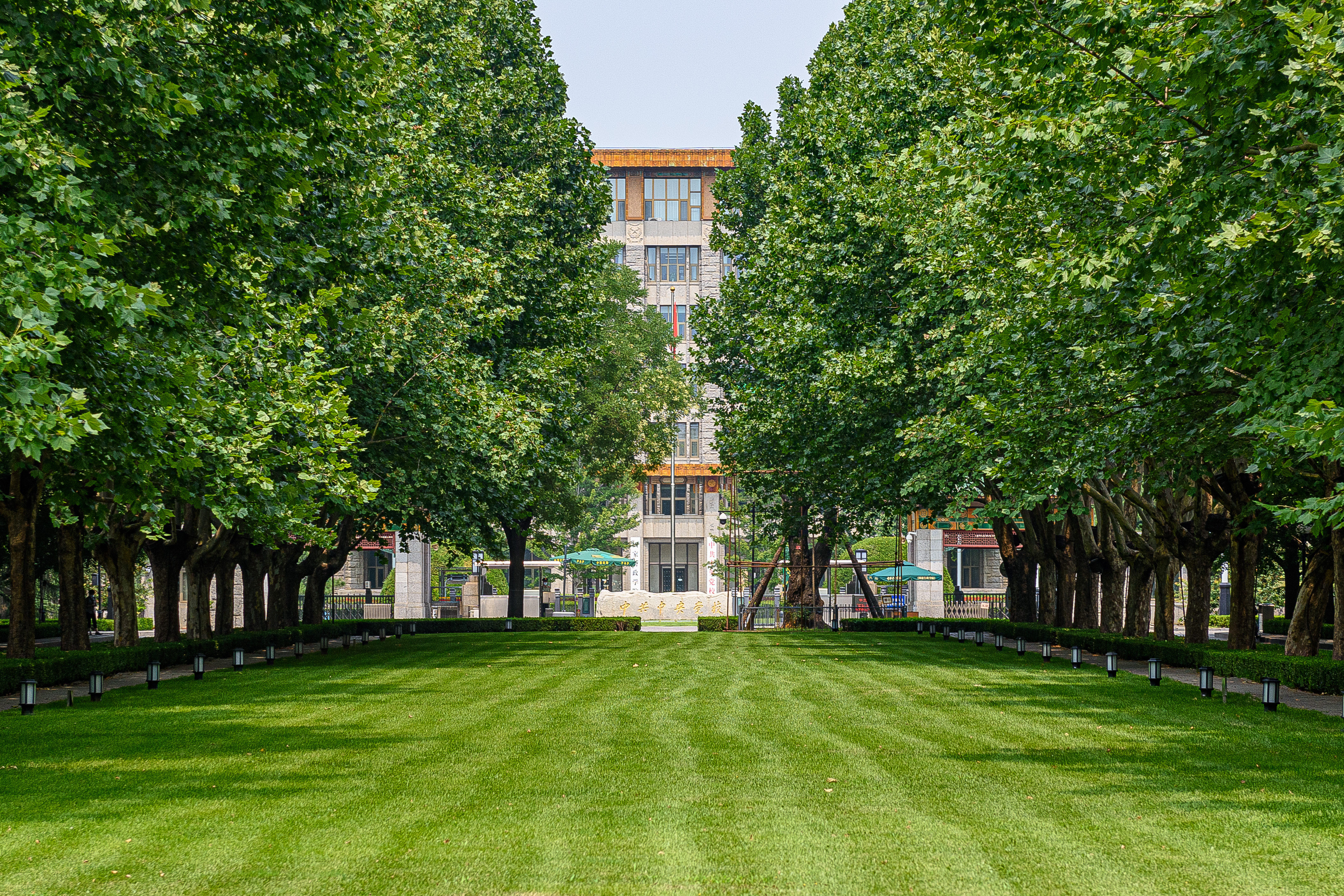
2018年中共中央机构改革后，中共中央党校开始加挂国家行政学院牌子

中华人民共和国成立之初，中共中央作出规定，包括中共中央在内的各级党委，都要建立一些和政府对应的部门，比如国务院里原有农业部，中共中央也曾设有农村工作部。1980年8月，邓小平发表《党和国家领导制度的改革》谈话，提倡党政分开。随后，中共中央陆续撤销了一些与国务院对应的机构。改革开放后，出于对外交往的需要，党政机关有时对外以政府名义交流，这样同样一个机构，在不同的时候就挂上不同的牌子，成为“一个机构两块牌子”。
例如，中共中央宣传部加挂国务院新闻办公室牌子；中共中央台湾工作办公室与国务院台湾事务办公室一个机构两块牌子；中央档案馆与国家档案局一个机构两块牌子；中央保密委员会办公室与国家保密局一个机构两块牌子；中国共产党中央军事委员会与中华人民共和国中央军事委员会一个机构两块牌子。

### 其他加挂牌子情形

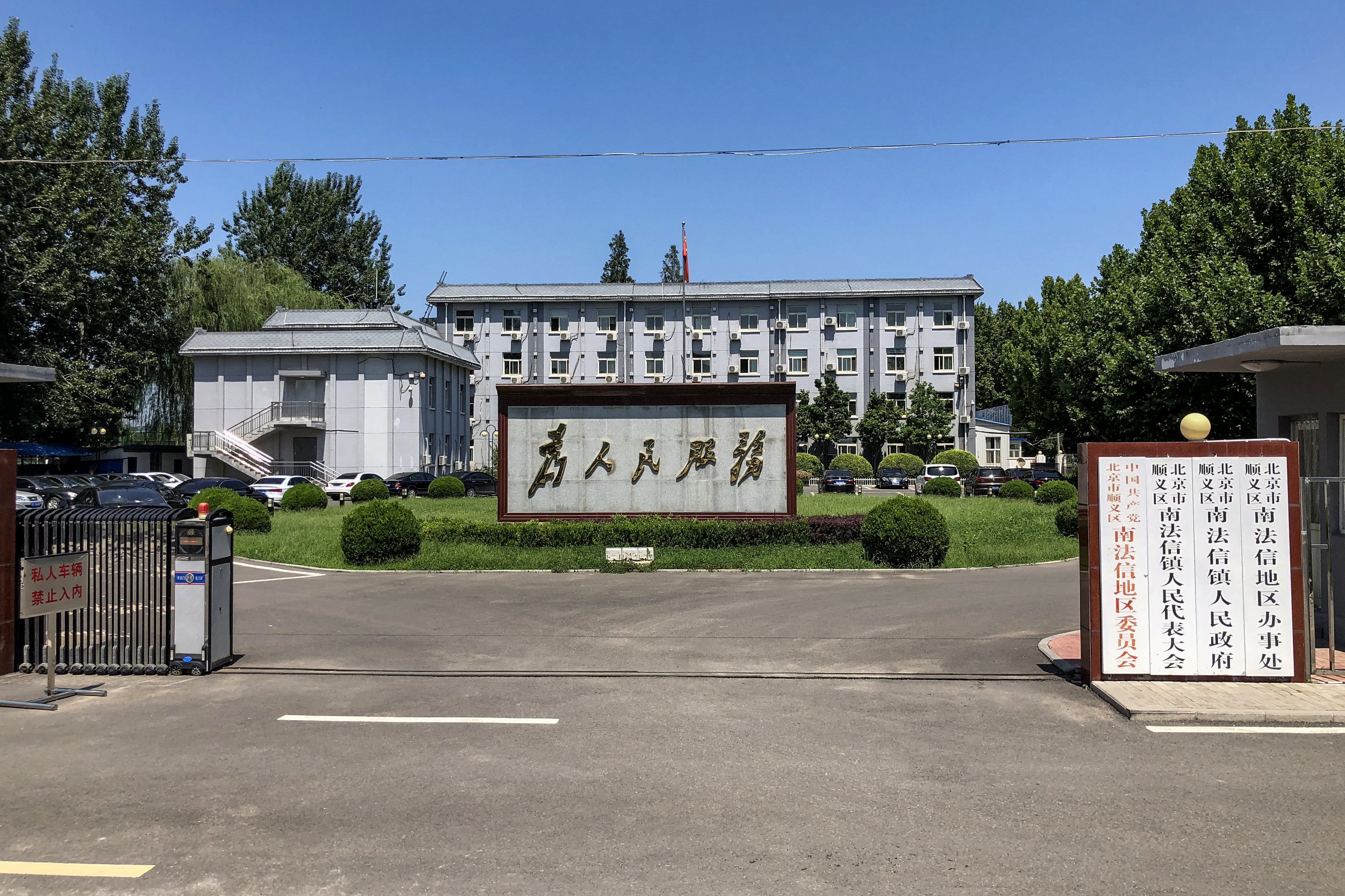
图为北京市顺义区南法信镇党政机关驻地，可见门口同时悬挂“北京市顺义区南法信镇人民政府”与“北京市顺义区人民政府南法信地区办事处”的牌子。在法律上，前者属乡镇人民政府，后者属县级人民政府的派出机构。

天津市在建设和开发新区域的过程中，为借助成熟的区域开发经验以及相对雄厚的资金实力，而由成熟地区的机构管理待开发新区域，形成了“一个机构两块牌子”。“天津经济技术开发区管理委员会”加挂“天津南港工业区管理委员会”牌子，以促进后者复制吸收前者发展经验。
此外，北京市部分乡镇实行“地区办事处”体制，即乡（镇）人民政府加挂“北京市××区人民政府××地区办事处”牌子，实行“一套人马、两块牌子”的体制；实行上述体制的各乡（镇）也因此同时称为“××地区”。“地区办事处”是北京市各市辖区人民政府负责对城乡结合部进行行政管理的派出机构，也是农村地区“乡镇建制”向“街道办事处建制”过渡的特殊事务机构。此类情况如，“北京市大兴区亦庄镇人民政府”加挂“北京市大兴区人民政府亦庄地区办事处”牌子（“亦庄镇”同时亦称“亦庄地区”），“北京市昌平区沙河镇人民政府”加挂“北京市昌平区人民政府沙河地区办事处”牌子（“沙河镇”同时亦称“沙河地区”）等。

## 对外保留牌子

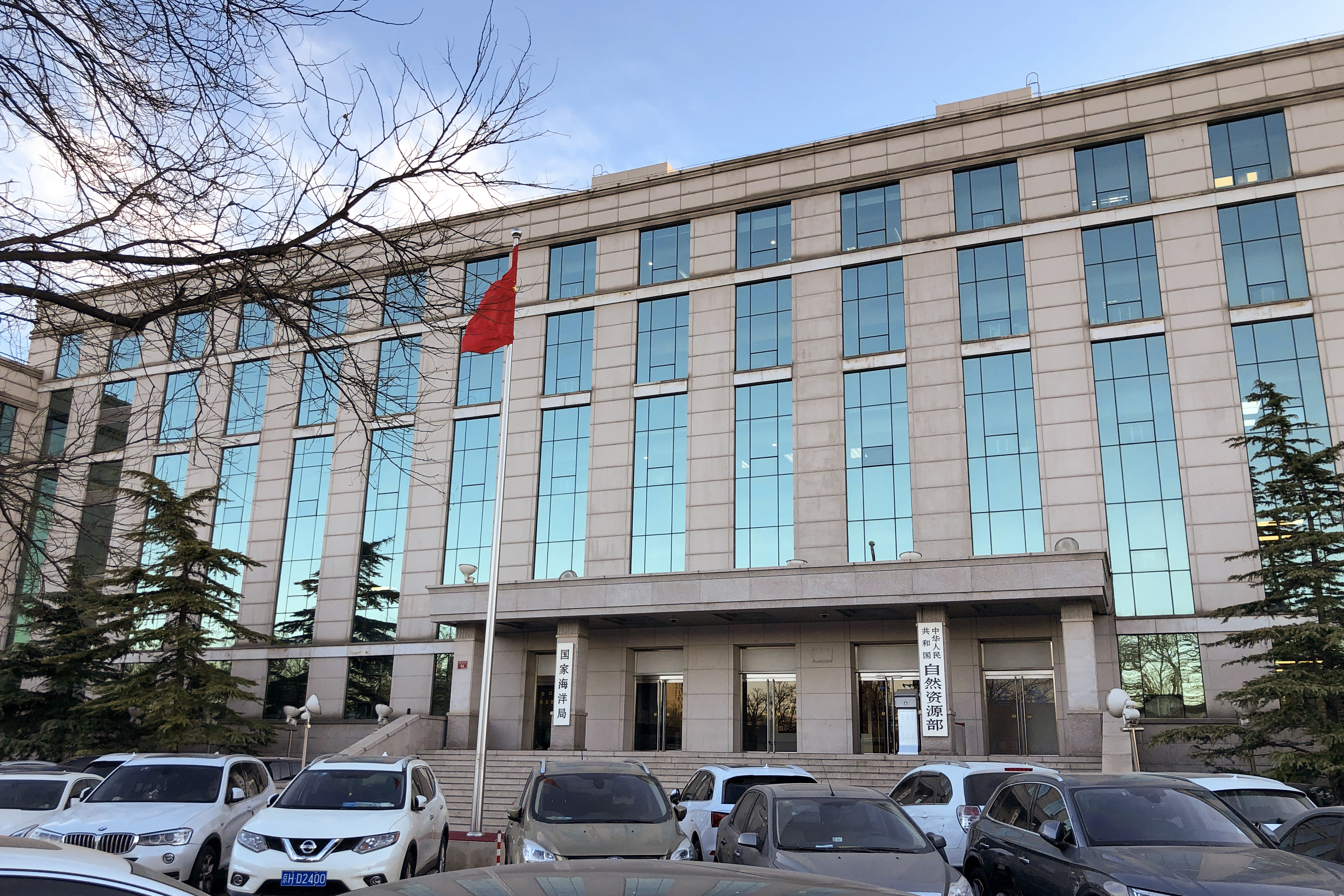
中华人民共和国自然资源部机关正门前悬挂“中华人民共和国自然资源部”、“国家海洋局”两块牌子。2018年机构改革后，国家海洋局作为自然资源部对外保留的牌子。

对外保留牌子，指根据行政体制改革的需要，对一个机构进行调整或将相应机构合并到另一个机构后，调整、合并后的机构可以继续延用原机构名称或隶属原机构的其他机构名称，对外继续开展工作。
对外保留牌子一般是由于机构撤并后，被撤并机构的名称具有较强的不可替代性，从而折衷采取的编制设计方案。某些被撤并机构的专业性、行业特殊性、重要性相对较强，或原机构规模相对较大，因而一定历史时期内保留其牌子，以保证相关行业的发展和改革前后工作的衔接、队伍的稳定。保留牌子的机构可以继续延用原机构名称或隶属原机构的其他机构名称，对外继续开展工作。如中华人民共和国核工业部撤销后，改为在承接核工业管理职能的中华人民共和国工业和信息化部加挂国家原子能机构牌子。
某些机构的设置系由法律、法规和其它规范性文件所规定，故在机构调整后保留其牌子。行业立法时惯常采用“国务院某某行业主管部门”或类似的表达技术，因此相关部委开展特定行业管理工作时，采用“对外保留”的“牌子”名义。例如，《中华人民共和国国家通用语言文字法》规定“国家通用语言文字工作由国务院语言文字工作部门负责规划指导、管理监督”，承接语言文字管理职能的中华人民共和国教育部则对外保留国家语言文字工作委员会牌子。
一些对外保留牌子机构的设置，是为了便于国际交流，方便与国际组织对接，而需要以特殊身份独立对外开展工作。例如，国家市场监督管理总局对外保留中国国家标准化管理委员会和中国国家认证认可监督管理委员会的牌子。
此外，部分机构在一个机构两个牌子的同时，对保留牌子机构兼设单独领导班子，并由所属机构领导兼任。例如，国家语言文字工作委员会主任由教育部副部长兼任，国家核安全局局长由生态环境部副部长兼任。另有部分保留牌子机构仍保留实体内设机构，如国家航天局仍保留大量的内设机构、直属事业单位、主管社会团体等，具有一定实体地位。

## 其他情形

### 副牌社

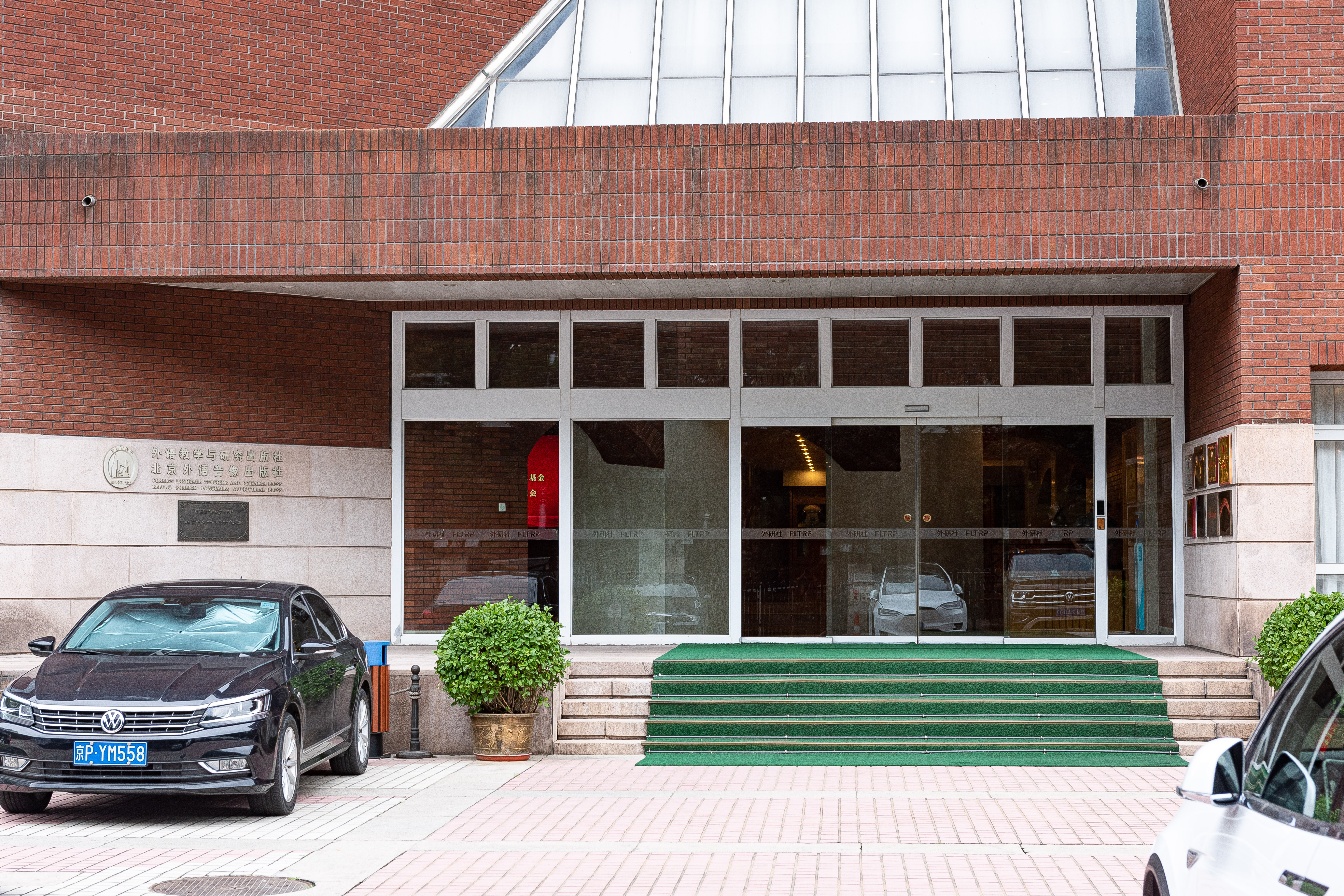
北京外语音像出版社1995年并入外语教学与研究出版社后成为外研社的副牌社，该副牌用于出版外研社图书配套音像制品

副牌社，是指在一个大型出版社之下成立的、不具有独立法人资格的下属出版社。与之相对，副牌社所属的具有独立法人资格的出版社则称之为“主牌社”。
副牌社通常专注于特定类别的图书，展现出较高的专业性。例如，一些大型出版社通过投资子公司、联合重组、引进资本及行业领军人物等方式运营副牌社，旨在拓展出版阵容，实现企业规模和效益的双增长，此种情况如北京出版社设置北京古籍出版社、北京少年儿童出版社、北京教育出版社、北京美术摄影出版社等专业副牌社。又如，大学出版社可以通过设置副牌社的方式，将“为学校服务”和“为社会服务”的功能分开：主牌社继续为学校提供教学、科研支持，而副牌社则专注于生产面向市场的图书产品。这种分离既有助于维护学术品牌的纯粹性，又能缓解大学出版社的经营压力。

### 医疗机构第二名称
医疗机构第二名称，是指依据《医疗机构管理条例实施细则》第四十七条的规定，中华人民共和国境内的医疗机构根据业务发展、品牌塑造和市场定位的需要，在登记注册的名称之外经批准使用的额外名称。与之相对，医疗机构登记注册的名称则称之为“医疗机构第一名称”。
医疗机构使用第二名称，主要有以下几种情形：
- 第一种情形是，专科医院为突破原名称对综合医疗服务提供的限制，申请综合性质的第二名称。
- 第二种情形是，综合医院为提升现有专科服务的品牌影响力，申请专科医院性质的第二名称。此情况如，南京市第二医院新建汤山院区后，增加“江苏省传染病医院”作为该院第二名称[22][23]。
- 第三种情形是，部分医疗机构通过与知名医学院校或科研机构合作，或被大医院兼并、托管，从而申请使用与知名医学院校（科研机构、大医院）相关的第二名称，以提升自身品牌形象和市场竞争力[20]。此情况如，江西省设立南昌医学院后，将江西省妇幼保健院调整为南昌医学院直属附属医院，并核准该院使用“南昌医学院附属妇幼保健院”为第二名称[24]。

《医疗机构管理条例实施细则》第四十七条规定，“医疗机构只准使用一个名称。确有需要，经核准机关核准可以使用两个或者两个以上名称，但必须确定一个第一名称”；第五十一条规定，“医疗机构的印章、银行帐户、牌匾以及医疗文件中使用的名称应当与核准登记的医疗机构名称相同；使用两个以上名称的，应当与第一名称相同”。医疗机构增加第二名称属于变更登记注册事项，必须经卫生健康行政部门审批。如果医疗机构未经审批擅自使用第二名称，卫生健康行政部门有权责令其改正，履行增加第二名称的审批手续。